# Guerras serviles
Las guerras serviles fueron una serie de tres revueltas de esclavos durante la República romana tardía.
- La primera guerra servil (135-132 a. C.) tuvo lugar en Sicilia, liderada por Eunoo, un esclavo que afirmaba ser un profeta, y Cleón.
- La segunda guerra servil (104-100 a. C.) también tuvo lugar en Sicilia y fue liderada por Trifón y Atenión.
- La tercera guerra servil (73-71 a. C.) tuvo lugar en Italia y fue liderada por Espartaco. Esta última fue con diferencia la más conocida e importante de todas. Espartaco, con sus grandes victorias, dañó gravemente al ejército republicano y fue el único líder que casi logró la victoria.